# Capilla (Badajoz)
Capilla ist eine Gemeinde (municipio) mit nur noch 145 Einwohnern (Stand: 2024) im Südosten der spanischen Provinz Badajoz in der Autonomen Gemeinschaft Extremadura. 

## Lage
Capilla liegt ca. 110 Kilometer ostsüdöstlich von Mérida in einer Höhe von ca. 560 m. Der östliche Teil des Stausees Embalse de la Serena befindet sich im Gemeindegebiet. Das Klima im Winter ist gemäßigt, im Sommer dagegen warm bis heiß; die eher geringen Niederschlagsmengen (ca. 487 mm/Jahr) fallen – mit Ausnahme der nahezu regenlosen Sommermonate – verteilt übers ganze Jahr.

## Bevölkerungsentwicklung
| Jahr      | 1970 | 1981 | 1991 | 2001 | 2011 | 2021 |
| Einwohner | 516  | 297  | 250  | 212  | 182  | 165  |

Der deutliche Bevölkerungsrückgang seit den 1950er Jahren ist im Wesentlichen auf die Mechanisierung der Landwirtschaft, die Aufgabe bäuerlicher Kleinbetriebe und den damit einhergehenden Verlust an Arbeitsplätzen zurückzuführen (Landflucht).

## Sehenswürdigkeiten
- Reste der Burganlage von Capilla
- Jakobuskirche

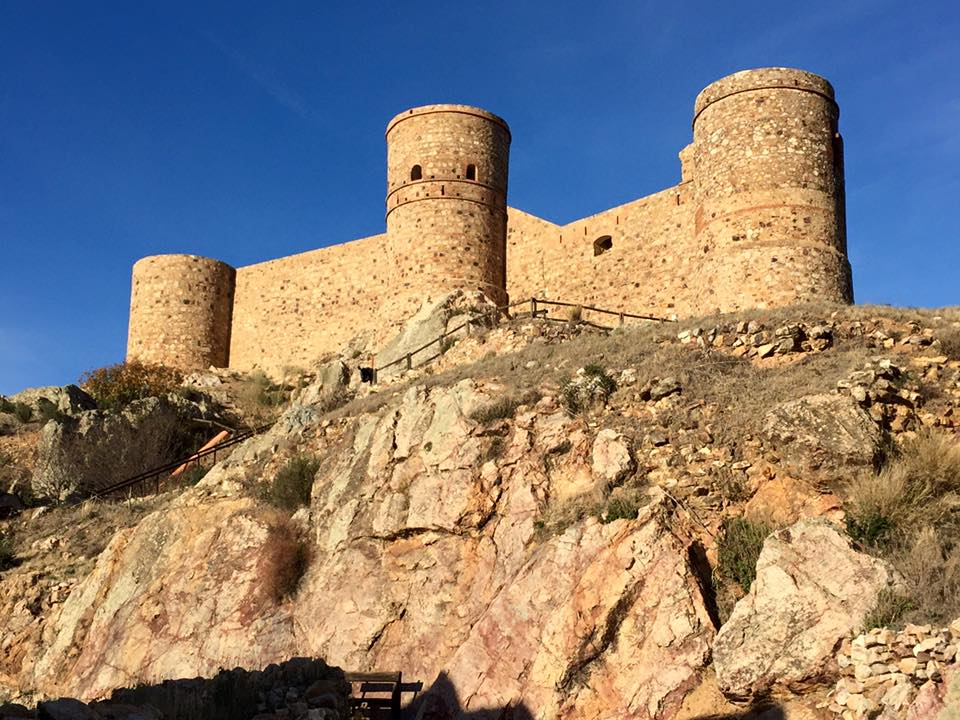
Reste der Burganlage
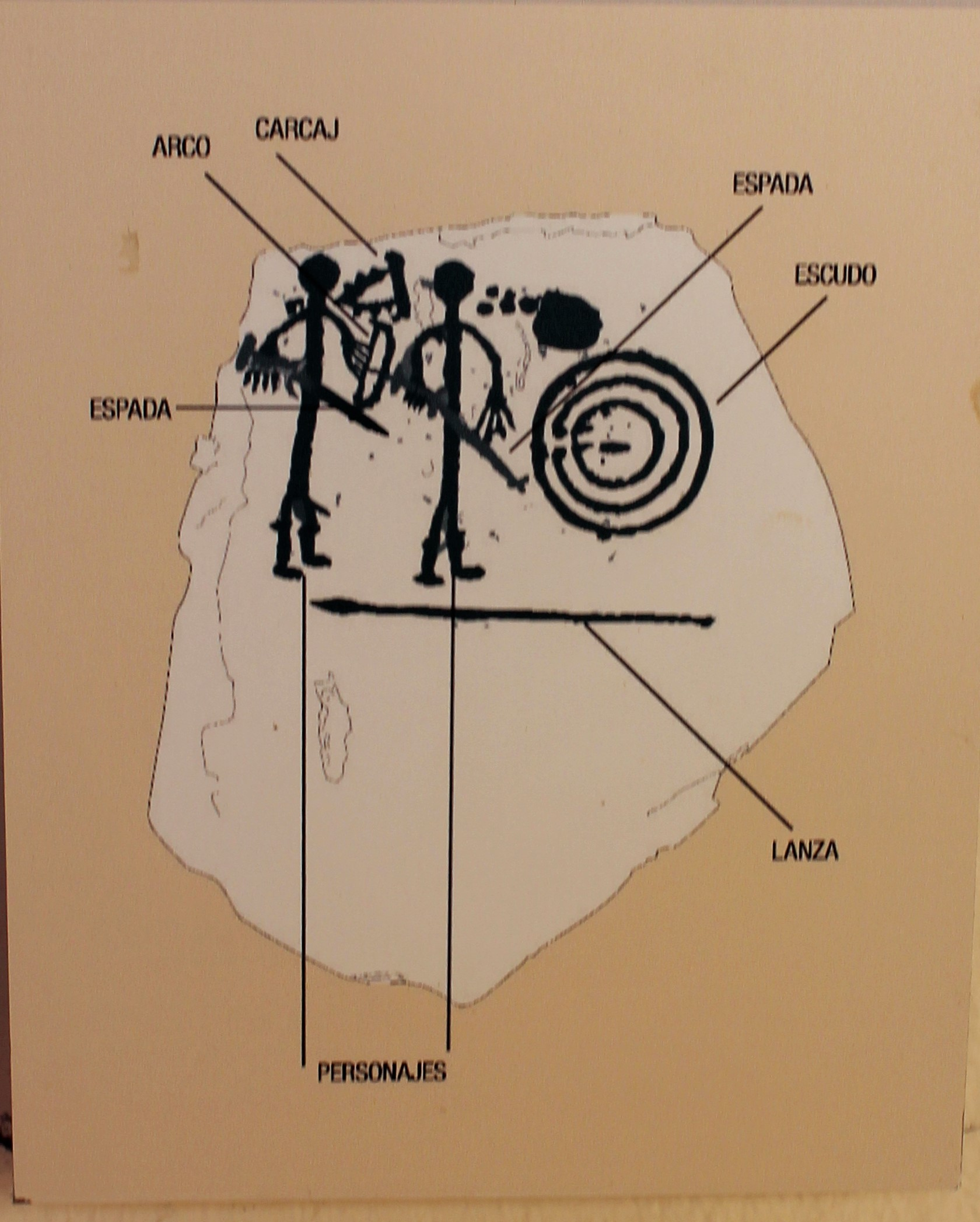
Eine der acht Kriegerstellen von Capilla